# Günther Gumprich
Günther Gumprich (Stoccarda, 6 gennaio 1900 – Mar Giallo, 17 ottobre 1943) è stato un militare tedesco.
Ufficiale della Marina tedesca durante la prima guerra mondiale, venne decorato della Croce di Ferro di prima classe. Nel giugno 1941, seconda guerra mondiale, assunse il comando dell’incrociatore ausiliario Thor, con il quale compì una missione nell’Oceano Atlantico e nel Pacifico affondando o catturando 55.487 tonnellate di navi nemiche. Nel 1943 assunse il comando dell’incrociatore ausiliario Michel con il quale, dopo aver affondato tre navi nemiche per un totale di 27.632 tonnellate di stazza lorda, fu colato a picco dal sommergibile americano Tarpon il 17 ottobre 1943. Perito nel naufragio, a quell’epoca era decorato con la Croce di Cavaliere della Croce di Ferro e la Medaglia d'oro dell'Ordine militare della Croce Tedesca.

## Biografia
Nacque a Stoccarda il 6 gennaio 1900,  e si arruolò nella Kaiserliche Marine nel 1916, in piena prima guerra mondiale, venendo promosso Fähnrich zur See 26 aprile 1917, e Leutnant zur See il 18 settembre 1918.
Dopo la fine del conflitto entrò in servizio presso la Marine-Brigade von Löwenfeld, e con l’istituzione della Repubblica di Weimar transitò in forza alla Reichsmarine. La sua carriera militare proseguì brillantemente, venendo promosso Oberleutnant zur See il 1 aprile 1922, Kapitänleutnant il 1 aprile 1929, e Korvettenkapitän il 1 maggio 1935, quando assunse il comando della 3. Torpedoboat-Flotilla da addestramento di stanza a Wilhelmshaven.
Dall’ottobre 1937 prestò servizio presso come ufficiale di collegamento presso l'Oberkommando der Wehrmacht, venendo promosso Fregattenkapitän il 1 gennaio 1939, e Kapitän zur See (capitano di vascello) il 1 giugno 1940. Nel giugno 1941 fu destinato ad assumere il comando dell’incrociatore ausiliario Thor, con cui prese il mare il 19 novembre 1941,  in una missione durata 268 giorni affondò o catturò dieci navi nemiche per un totale di 55.487 tonnellate di stazza lorda. Quando il Thor andò perduto per esplosione interna nel porto di Yokohama, Giappone, il 30 novembre 1941, egli assunse l’incarico di addetto navale presso l’Ambasciata tedesca a Tokyo.
Quando l’incrociatore ausiliario Michel giunse nel porto di Yokohama il 1 marzo 1943 il suo comandante, capitano di vascello della riserva Hellmuth von Ruckteschell dovette essere sbarcato per motivi di salute, ed egli fu chiamato a sostituirlo. Salpato nuovamente, il Michiel,  dopo aver affondato altre tre navi per 27.632 tonnellate di stazza lorda, fu a sua volta affondato dal sommergibile americano Tarpon 90 miglia ad est del porto di Yokohama il 17 ottobre 1943. Gumprich non fu tra i sopravvissuti.

## Onorificenze

### Onorigficenze tedesche
- Distintivo di guerra degli incrociatori ausiliari, 30 dicembre 1942